# Самокитка
Самоки́тка (болг. Самокитка) — село в Кирджалійській області Болгарії. Входить до складу общини Кирково.

## Населення
За даними перепису населення 2011 року у селі проживали 90 осіб, з них 89 осіб (98,9%) — турки.
Розподіл населення за віком у 2011 році:
Динаміка населення: